# Magomiedgadży Nurasułow
Magomiedgadży Abdurachmanowicz Nurasułow (ros. Магомедгаджи Абдурахманович Нурасулов; ur. 15 lipca 1992) – rosyjski, a od 2022 roku serbski zapaśnik startujący w stylu wolnym. Zajął czternaste miejsce na mistrzostwach świata w 2022. Piąty w mistrzostwach Europy w 2022. Wygrał igrzyska śródziemnomorskie w 2022. Dwunasty w Pucharze Świata w 2012. Mistrz świata juniorów w 2012. Wicemistrz Rosji w 2017 i trzeci w 2018 roku.